# Finska mästerskapet i bandy 1932
Finska mästerskapet i bandy 1932 avgjordes genom en enda serie. Viipurin Sudet vann mästerskapet efter en jämn uppgörelse.

## Mästerskapsserien

### Slutställning
| Lag                 | Spelade | Vinster | Oavgjorda | Förluster | Målskillnad | Poäng | VS | KIF | VPS | HIFK | HJK  | TPS |
| ------------------- | ------- | ------- | --------- | --------- | ----------- | ----- | -- | --- | --- | ---- | ---- | --- |
| Viipurin Sudet      | 5       | 3       | 1         | 1         | 26-10       | 7     |    | 2-2 | 3-4 | 3-1  | 10-2 | 8-1 |
| Kronohagens IF      | 5       | 2       | 3         | 0         | 17-8        | 7     |    |     | 1-1 | 3-3  | 5-1  | 6-1 |
| Viipurin Palloseura | 5       | 3       | 1         | 1         | 18-19       | 7     |    |     |     | 5-4  | 2-9  | 6-2 |
| IFK Helsingfors     | 5       | 2       | 1         | 2         | 13-14       | 5     |    |     |     |      | 3-2  | 2-1 |
| HJK                 | 5       | 2       | 0         | 3         | 20-22       | 4     |    |     |     |      |      | 6-2 |
| TPS                 | 5       | 0       | 0         | 5         | 7-28        | 0     |    |     |     |      |      |     |

Eftersom båda topplagen hamnade på samma poäng spelades en skiljematch. Viipurin Sudet slog Kronohagens IF med 4-1.

### Finländska mästarna
Aleksander Wegelius, Arvo Närvänen, Yrjö Leppänen, Toivo Hahl, Tuovi Koskinen, Kalle Hahl, Aarne Hahl, Eero Sorvali, Väinö Nyyssönen, Mauno Siren, Niilo Jantunen. Heikki Loikkanen

## B-mästerskapet
Jukolan Pojat vann B-mästerskapet.
Final Jukolan Pojat - Savonlinnan Pallokerho 3-2

## AIF-final
| Lag 1              | Resultat          | Lag 2           |
| ------------------ | ----------------- | --------------- |
| Talikkalan Toverit | 4-3 (förlängning) | Varkauden Tarmo |